# 云南省总工会
云南省总工会是云南省地方工会和产业工会的领导机关，受中国共产党云南省委员会和中华全国总工会领导。